# Dolopus silvestris
Dolopus silvestris är en tvåvingeart som beskrevs av Daniels 1987. Dolopus silvestris ingår i släktet Dolopus och familjen rovflugor. Inga underarter finns listade i Catalogue of Life.